# 海厄姆
海厄姆（英語：Higham，/ˈhaɪ.əm/）是英格兰肯特郡格雷夫舍姆区的一个村庄、民政教區及选区，2011年的人口为3,962。